# Perizoma minimata
Perizoma minimata är en fjärilsart som beskrevs av Otto Staudinger 1897. Perizoma minimata ingår i släktet Perizoma och familjen mätare. Inga underarter finns listade i Catalogue of Life.